# Barzio
Barzio est une commune italienne de la province de Lecco, dans la région Lombardie. Elle est jumelée avec la commune française de Magland, en Haute-Savoie dans la région Rhône-Alpes.

## Administration
| Période                                  | Période | Identité | Étiquette | Qualité |
| ---------------------------------------- | ------- | -------- | --------- | ------- |
|                                          |         |          |           |         |
| Les données manquantes sont à compléter. |         |          |           |         |

### Hameaux
Hameau italien
Concenedo

### Communes limitrophes
Cassina Valsassina, Cremeno, Introbio, Moggio, Pasturo, Valtorta, Vedeseta

## Jumelages
- Magland (France)

## Culture locale et patrimoine

### Lieux et monuments
- Musée Medardo Rosso